# Let Us Garlands Bring
Let Us Garlands Bring, op. 18, ist ein Liederzyklus von Gerald Finzi für Bariton und Klavier.
Finzi komponierte die fünf Lieder des Zyklus zwischen 1929 und 1942; alle basieren auf Texten aus Stücken William Shakespeares. Die Uraufführung fand am 12. Oktober 1942 anlässlich des siebzigsten Geburtstages von Ralph Vaughan Williams in der Londoner National Gallery statt.
Die Lieder (und ihre Textvorlagen) im Einzelnen:
1. Come Away, Come Away, Death (aus Was ihr wollt)
2. Who is Silvia? (aus Zwei Herren aus Verona)
3. Fear No More the Heat o’ the Sun (aus Cymbeline)
4. O Mistress Mine (aus Was ihr wollt)
5. It Was a Lover and His Lass (aus Wie es euch gefällt)

Es existiert eine Bearbeitung für Bariton und Streichorchester des Komponisten.